# Michael Patrick Driscoll
Michael Patrick Driscoll (Long Beach, 8 agosto 1939 – Boise, 24 ottobre 2017) è stato un vescovo cattolico statunitense.

## Biografia
Michael Patrick Driscoll nacque a Long Beach, in California, l'8 agosto 1939.

### Formazione e ministero sacerdotale
Compì gli studi per il sacerdozio presso il seminario "San Giovanni" a Camarillo. Nel 1973 conseguì un Master of Social Work presso l'Università della California Meridionale.
Il 1º maggio 1965 fu ordinato presbitero per l'arcidiocesi di Los Angeles nella cattedrale di Santa Bibiana dal cardinale James Francis Aloysius McIntyre. Svolse attività pastorale a Los Angeles e Burbank. Nel 1976 entrò in servizio nella neonata diocesi di Orange in California. In quella sede fu cancelliere vescovile dal 1976 al 1987, vicario episcopale per i religiosi e per gli enti di beneficenza e poi vicario generale. Nel 1979 venne nominato monsignore.

### Ministero episcopale
Il 19 dicembre 1989 papa Giovanni Paolo II lo nominò vescovo ausiliare di Orange in California e titolare di Massita. Ricevette l'ordinazione episcopale il 6 marzo successivo nella cattedrale della Sacra Famiglia a Orange dal vescovo di Orange in California Norman Francis McFarland, co-consacranti il vescovo di Santa Rosa in California John Thomas Steinbock e quello di Baker Thomas Joseph Connolly.
Il 18 gennaio 1999 lo stesso pontefice lo nominò vescovo di Boise City. Prese possesso della diocesi il 17 marzo successivo.
Il vescovo Driscoll guidò la diocesi di Boise City durante 15 anni di rapida crescita e cambiamento culturale per la Chiesa in Idaho.
Implementò la nomina dei direttori della vita parrocchiale nelle parrocchie che non avevano sacerdoti residenti e rilanciò un programma di formazione per gli aspiranti diaconi permanenti. Durante il mandato del vescovo Driscoll, il numero di diaconi attivi aumentò da 34 a 70. Per servire meglio la crescente comunità ispanica invitò in diocesi sacerdoti dal Messico e dalla Colombia.
Nel 2007 scrisse una lettera pastorale sulla riforma dell'immigrazione intitolata "Welcome the strangers" e nel 2014 convocò un vertice con i leader della comunità ispanica. Stabilì un rapporto unico con le tribù dei nativi americani, continuando la lunga tradizione di celebrare una messa ogni anno alla missione Cataldo, l'edificio più antico dell'Idaho.
Un anno dopo essersi insediato come vescovo fondò Catholic Charities of Idaho. Nel suo primo anno, l'agenzia assistette 101 utenti. Oggi, Catholic Charities serve più di 3200 persone all'anno e gestisce uffici a Boise e Idaho Falls che forniscono servizi agli immigrati e di informazione in tutto lo Stato, programmi di educazione degli adulti e servizi per la salute mentale.
Portò in Idaho il programma "Good Leaders, Good Shepherds", che forniva formazione e sostegno continuo ai sacerdoti, in particolare a quelli che erano diventati parroci per la prima volta. Durante il suo mandato, a Boise venne costruito un centro di pensionamento per sacerdoti e vennero ampliate le pensioni dei sacerdoti in base agli anni di servizio.
Il vescovo Driscoll guidò un importante piano pastorale chiedendo il rinnovamento in quattro aree principali: giovani e giovani adulti, discepolato cristiano, costruzione di comunità incentrate su Cristo e sostegno alla vita ordinata e consacrata. Uno dei risultati di quel piano fu la creazione dell'Ufficio per l'educazione religiosa e la leadership catechetica.
Promosso la realizzazione e la ristrutturazione di diverse chiese e l'ampliamento del Centro di ritiri "Nazareth" a Boise e contribuì all'apertura del centro spirituale nel monastero di Santa Gertrude a Cottonwood.
Monsignor Driscoll si scusò per il ruolo che ebbe nello scandalo degli abusi sessuali nella Chiesa cattolica quando prestava servizio nella diocesi di Boise City. Driscoll, che fu responsabile degli affari del personale sacerdotale nella diocesi di Orange in California dal 1976 al 1999, fece la sbalorditiva ammissione in una lettera pubblicata sull'Idaho Catholic Register, affermando di essere "profondamente dispiaciuto per il modo in cui abbiamo gestito i casi [nella contea di Orange] permettendo ai bambini di essere vittimizzati e permettendo ad alcuni sacerdoti di rimanere nel ministero, per non aver rivelato il loro comportamento a coloro che potevano essere a rischio e per non aver monitorato le loro azioni più da vicino". Un giudice della Corte superiore di Los Angeles avrebbe dovuto pubblicare i fascicoli dei sacerdoti colpevoli come parte di un accordo di 100 milioni di dollari raggiunto nel 2005 tra la diocesi di Orange e le vittime di abusi sessuali, il più grande nella storia della Chiesa cattolica. Fonti ecclesiastiche dicono che il nome di Driscoll è ovunque nei documenti. I sopravvissuti agli abusi affermano che questo dimostra i vari insabbiamenti che operarono i funzionari diocesani di Orange mentre Driscoll era cancelliere e vescovo ausiliare.
Nell'aprile del 2012 compì la visita ad limina.
Il 4 novembre 2014 papa Francesco accettò la sua rinuncia al governo pastorale della diocesi per raggiunti limiti di età.
Morì a Boise il 24 ottobre 2017 all'età di 78 anni per cause naturali. Le esequie si tennero il 2 novembre alle ore 10 nella cattedrale di San Giovanni Evangelista a Boise. È sepolto nel cimitero di Morris Hill a Boise.

## Genealogia episcopale
La genealogia episcopale è:
- Cardinale Scipione Rebiba
- Cardinale Giulio Antonio Santori
- Cardinale Girolamo Bernerio, O.P.
- Arcivescovo Galeazzo Sanvitale
- Cardinale Ludovico Ludovisi
- Cardinale Luigi Caetani
- Cardinale Ulderico Carpegna
- Cardinale Paluzzo Paluzzi Altieri degli Albertoni
- Papa Benedetto XIII
- Papa Benedetto XIV
- Papa Clemente XIII
- Cardinale Bernardino Giraud
- Cardinale Alessandro Mattei
- Cardinale Pietro Francesco Galleffi
- Cardinale Giacomo Filippo Fransoni
- Cardinale Carlo Sacconi
- Cardinale Edward Henry Howard
- Cardinale Mariano Rampolla del Tindaro
- Cardinale Rafael Merry del Val
- Cardinale Giovanni Vincenzo Bonzano
- Arcivescovo Edward Joseph Hanna
- Arcivescovo John Joseph Cantwell
- Arcivescovo Joseph Thomas McGucken
- Vescovo Norman Francis McFarland
- Vescovo Michael Patrick Driscoll